# Albert Salvadó

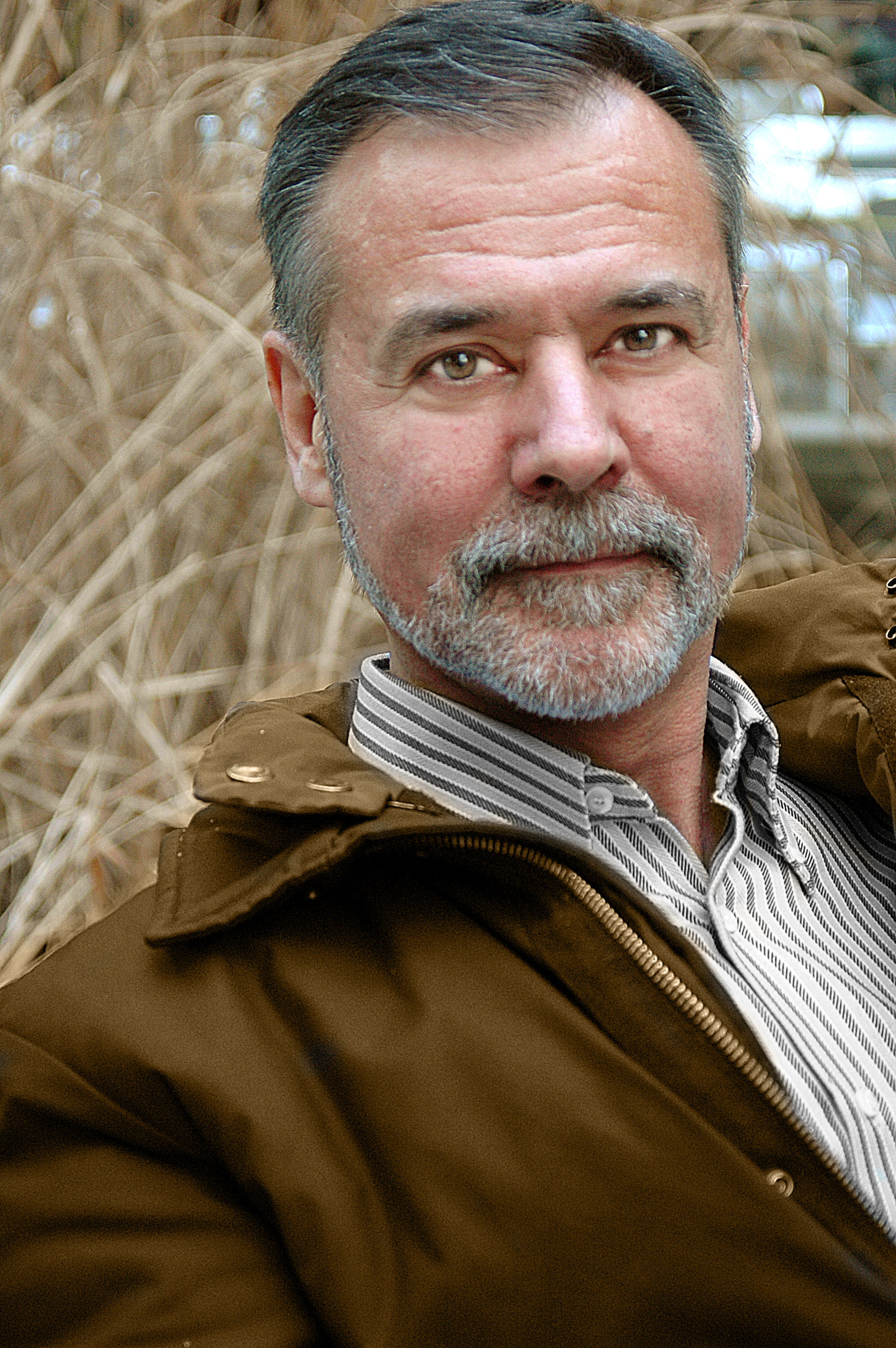
Albert Salvadó (2005)

Albert Salvadó i Miras (ur. 1 lutego 1951 w Andorze, zm. 3 grudnia 2020 tamże) – andorski pisarz i inżynier. Pisał po katalońsku i hiszpańsku. Był autorem książek dla dzieci, nowel i esejów. W 2002 zdobył nagrodę Premi Carlemany przyznawaną katalońskim pisarzom.